# Три мушкетери (фільм, 1916)
«Три мушкетери» — американський німий пригодницький фільм 1916 року режисера Чарльза Свікарда з Орріном Джонсоном, Дороті Далтон і Луїзою Глам у головних ролях. Це екранізація роману Александра Дюми «Три мушкетери» 1844 року.  Відбитки цього фільму збереглися, один з них зберігається в будинку Джорджа Істмена. 

## Акторський склад
- Оррін Джонсон у ролі Д'Артаньяна
- Дороті Далтон — королева Австрії Анна
- Луїза Ґлаум — Міледі Вінтер ( Milady de Winter )
- Гарві Кларк — герцог Бекінгемський
- Волт Вітмен у ролі кардинала Рішельє
- Артур Мод — граф де Рошфор
- Джордж Фішер — король Людовик XIII
- Ріа Мітчелл — Констанс Бонасьє
- Альфред Холлінгсворт — Атос
- Едвард Кенні в ролі Портоса
- Клод Н. Мортенсен — Араміс
- Дж. П. Локні — Бонасьє

## Зовнішні посилання
- Три мушкетери на сайті IMDb (англ.)
- Synopsis на сайті AllMovie (англ.)

Шаблон:Charles Swickard